# Kirche Kleinhöchstetten

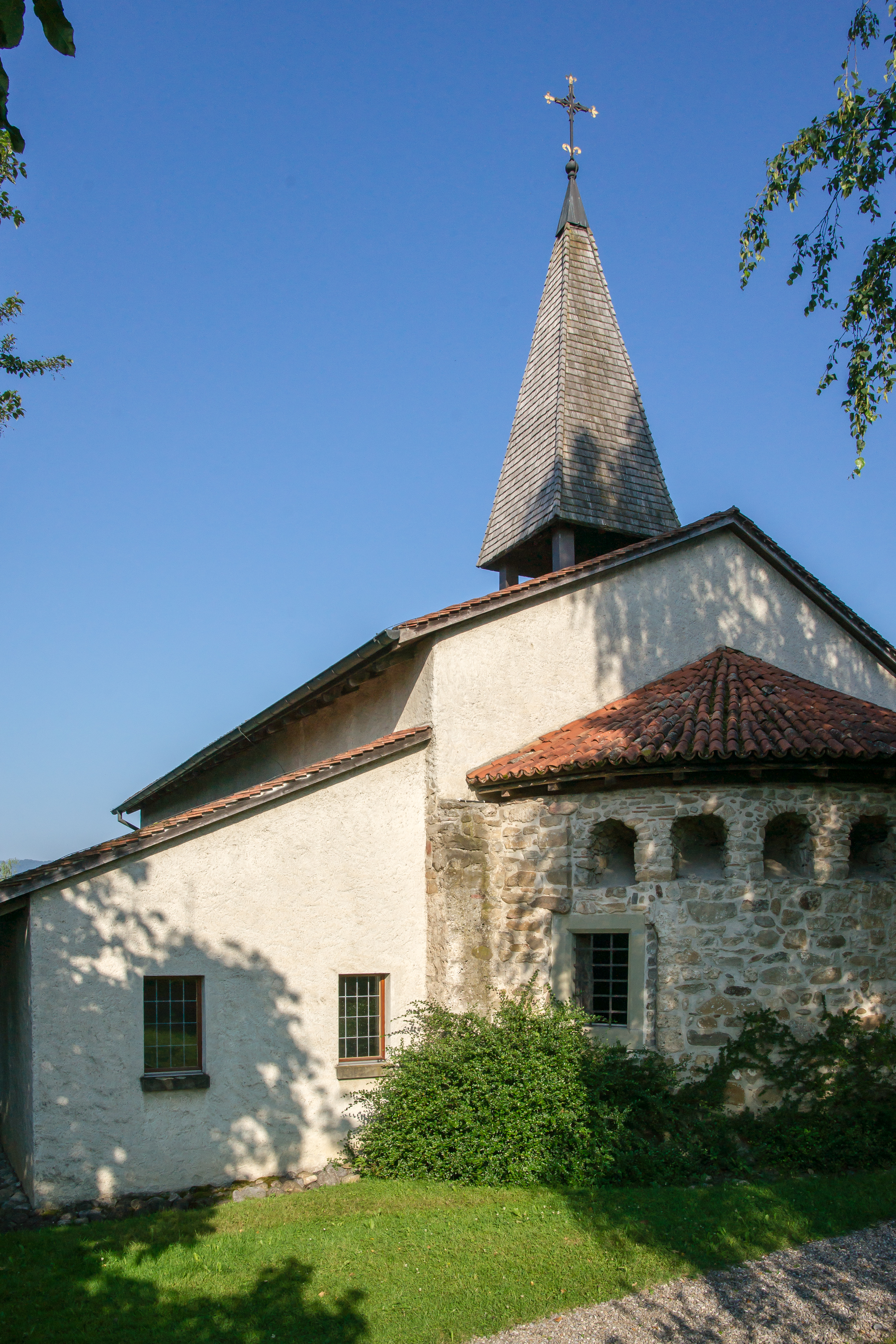
Kirche von Kleinhöchstetten

Die Kirche Kleinhöchstetten ist die reformierte Kirche von Rubigen (zur Kirchgemeinde Münsingen gehörig). Die aus dem 10. Jahrhundert stammende Kirche gilt als der einzige erhaltene frühromanische Apsissaal in der Schweiz. Bis zur Reformation war sie ein bedeutender Wallfahrtsort und wurde danach profaniert.

## Beschreibung
An der Kante des rechtsseitigen Aarehangs, zwischen Rubigen und Muri, steht die kleine Kirche umgeben von Bauernhäusern im Weiler Kleinhöchstetten in der Gemeinde Rubigen. Die restaurierte Kirche hat eine Vorhalle mit Pultdach an der Giebelseite und ist wegen ihres schindelgedeckten Dachreiterturms als Gotteshaus erkennbar. An beiden Seiten sind kreuzförmige Anbauten und an der Ostseite eine halbrunde Apsis mit unverputzten Bruchsteinen. Den Kirchenplatz umschliesst eine Mauer gegen die angrenzenden Obstgärten und Bauernhäuser.

## Geschichte
Schriftliche Berichte über den Ursprung der Kirche fehlen, jedoch aufgrund der Ausgrabungen von 1955 und 1956 sind zeitliche Einordnungen der Baugeschichte möglich. Bereits um 700 gab es an diesem Platz eine kleine Kirche, die über Fundamenten eines älteren Bauwerks gebaut war. Deren Grundmauern von etwa 7 × 11 Metern wurden bei den Ausgrabungen freigelegt und dokumentiert. Ihre Lage ist mit Kupfernägeln auf dem überdeckenden Tonplattenboden markiert.
Die zweite grössere Kirche wurde vermutlich im 10. Jahrhundert zur Zeit der hochburgundischen Könige erstellt. Der Nischenkranz an der Apsis und Elemente der Westfassade lassen auf eine frühe Entstehungszeit schliessen. Die heutige Kirche misst 18,6 Meter Länge und an der Westwand 9,6 Meter Breite. Das leicht konisch sich verjüngende Schiff wird durch die Chorwand mit eingezogenem Chorbogen abgeschlossen. Direkt angeschlossen sind beidseitig Annexe von 4 × 4,4 Metern, die zur halbrunden Apsis mit Bogendurchgängen offen sind.

### Vorreformation
Die Kirche war bis zum späten Mittelalter ein beliebtes Wallfahrtsziel. Sie wird erstmals 1348, als Unserer Lieben Frau geweiht, erwähnt.
Als eine von 29 Kirchen des Dekanats Münsingen hatten die dort wirkenden Geistlichen eigene Pfründen, waren aber dem Dekan unterstellt. 1498 bis 1522 predigte dort der deutsche Priester Johannes Wecker bereits mit reformatorischen Ideen. Allerdings hatte er mit seiner Kritik an Totenmessen für die Gefallenen der Bicoccaschlacht die Berner Obrigkeit erbost und wurde zur Aburteilung dem Bischof von Konstanz überstellt. Währenddessen war bei Dekan Ulrich Güntisberger der Bayer Jörg Brunner als Helfer tätig. Da auch er nicht nach herkömmlicher Lehre predigte, liess ihn der Dekan vom Bischof an das Kirchlein von Kleinhöchstetten versetzen. Dort aber predigte Brunner umso eifriger gegen die Missstände in der Kirche und erhielt starken Zulauf. Damit erregte er den Unwillen und Neid bei seinen Amtskollegen und so wurde er dem Rat von Bern überstellt, um ihn zur Aburteilung dem Bischof zu übergeben. Allerdings hatte das neue Gedankengut bereits in Bern Fuss gefasst und so konnte Brunner frei wieder sein Amt ausüben. Die Verhandlung am 29. August 1522 im Barfüsserkloster in Bern wird als erste Berner Disputation betrachtet und das Kirchlein von Kleinhöchstetten damit als „Die Wiege der Berner Reformation“ bezeichnet.

### Nachreformation
1534 kurz nach der Einführung der Reformation wurden die Kapellen des Dekanats Münsingen profaniert. Die Leute von Kleinhöchstetten mussten wie die der anderen umliegenden Orte nach Münsingen zur Predigt. Ein Bauer kaufte die Kirche, nutzte sie als Wagenremise und richtete über einem Zwischenboden Dienstwohnungen ein. Die Pforte der Westfassade wurde zugemauert, die Annexen abgebrochen und neue Eingänge in der Südwand eingebaut.
Bis in die 1940er Jahre verlotterte das Gebäude zusehends, sodass man den Abbruch plante. Allerdings hatten die Heimatpfleger bereits den historischen Wert der ehemaligen Kirche erkannt. 1952 stürzten Teile des Dachs ein. Im selben Jahr ergriff eine Sekundarschulklasse mit ihrem Lehrer Ernst Aebi nach einer Exkursion an die Ruine die Initiative und bat den Obmann des Berner Heimatschutzes schriftlich um die Erhaltung des Baudenkmals. Sie fand Gehör und es wurde als Erstes ein Notdach erstellt. 1953 erwarb die evangelisch-reformierte Landeskirche das Grundstück mit der Ruine, um eine Wiederherstellung und Rückführung in ihren ursprünglichen Zweck einzuleiten. Bei den vom schweizerischen Nationalfonds finanzierten Ausgrabungen, geleitet von Paul Hofer, wurden die ursprünglichen Fundamente erfasst.
1962 wurde die Kirchenparzelle in Kleinhöchstetten der Kirchgemeinde Münsingen als Schenkung mit der Bedingung überschrieben, die Kirche wieder dem gottesdienstlichen Gebrauch zuzuführen. Unter der Leitung des Berner Architekten Alfred Schaetzle begannen 1963 die Restaurierungsarbeiten und wurden nach dreijähriger Bauzeit vollendet. Seit der Einweihung am 15. Mai 1966 dient das Gebäude wieder als Gotteshaus.

## Ausstattung

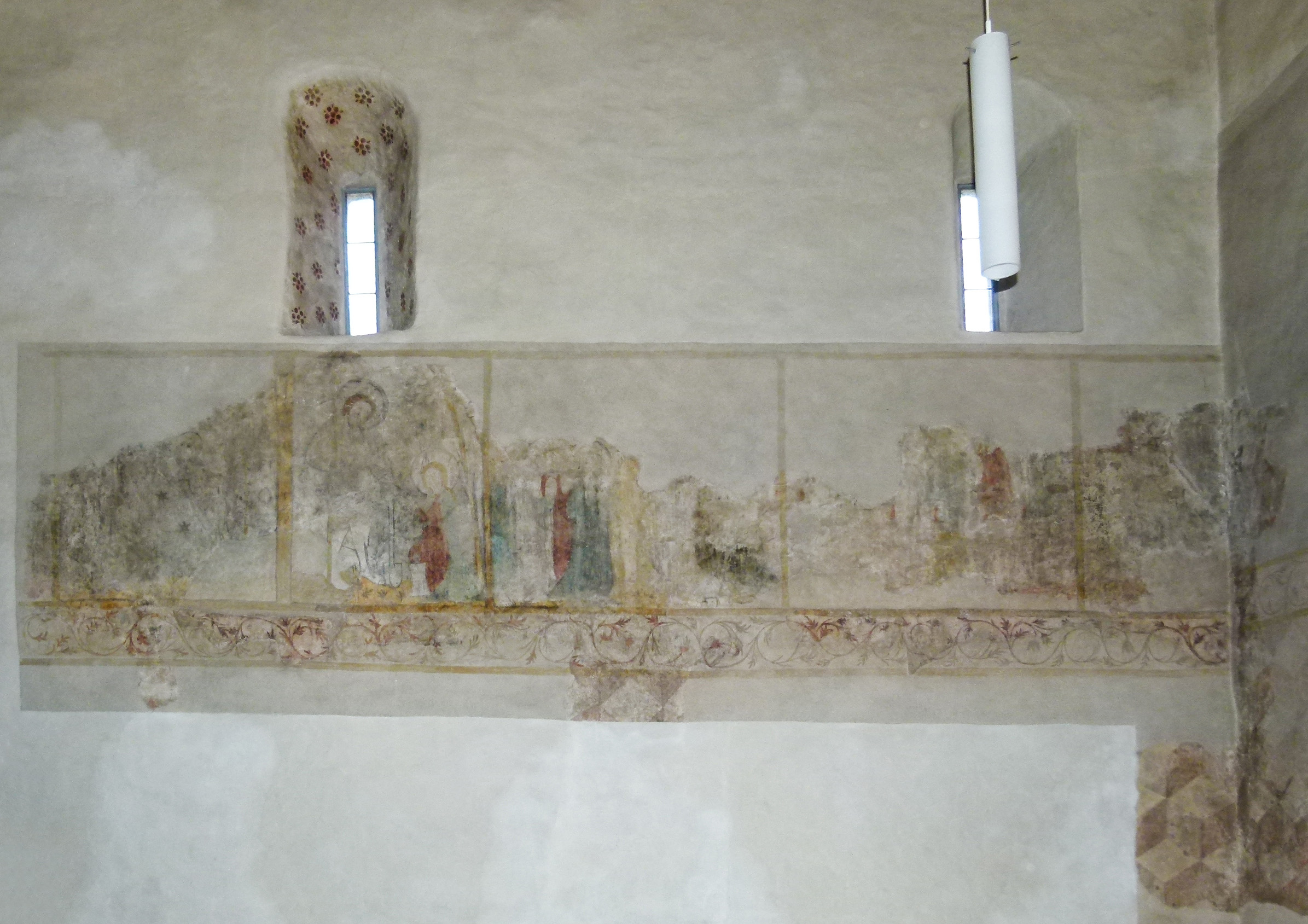
Fresko an der Südwand. Aus der Auferstehungsgeschichte.

In der Fensternische der südlichen Apsiswand ist eine nach 1438 eingefügte steinerne Piscina erhalten. Der 1952 gestohlene mit gotischem Masswerk verzierte Tabernakel konnte aus privater Hand erworben werden und wurde wieder in der Chornordwand eingebaut.

### Wandmalereien
Bei der Renovation wurden Wandmalereien sowohl an der westlichen Fassade, als auch an den Wänden im Innern gefunden. Links vor dem Eingang sind unter einem gemalten Bogenfries die an ihren Attributen erkennbaren Heiligen Leonhard, Mauritius, Stephanus, Laurentius und einem weiteren Unbekannten zu sehen. Im Inneren sind florale Ornamente in den Fensternischen und am Chorbogen erhalten. Von fünf Bildern an der Südwand aus einem ursprünglichen Zyklus zeigt eines den auferstandenen Christus als Gärtner mit Maria Magdalena, die anderen sind weniger gut erhalten. Die Westwand trägt eine Darstellung des Jüngsten Gerichts, dazu eine Mandorla mit dem thronenden Christus, flankiert von den vier Evangelistensymbolen mit Maria und Johannes. Unter einer umlaufenden Rankenbordüre sind grossflächige Reste von Würfelmustern erhalten. Die Malereien sind in ihrer Art mit denen von Belp oder Kirchlindach vergleichbar, ohne jedoch deren Qualität zu erreichen.

### Glocken
Der von Hermann von Fischer entworfene Dachreiterturm trägt zwei Glocken der Glockengiesserei Rüetschi Aarau. Die grössere wurde von der Einwohnergemeinde Rubigen und die zweite von der Schulgemeinde Trimstein gestiftet. Sie wurden am 26. September 1964 feierlich aufgezogen.

### Orgel
Die an der Chorwand aufgestellte Hausorgel stammt aus dem oberaargauischen Madiswil. In einem schrankartigen Gehäuse von 1787 ist ein einmanualiges Werk eingebaut. Die volkstümlichen Malereien auf den Innenseiten der Flügeltüren stellen Tugend und Laster sowie die Gnadenwahl gegenüber. Der Erbauer könnte nach Vergleichsstudien der Emmentaler Orgelbauer Peter Schärer sein.